# Buddy Roemer
Buddy Roemer (Bossier City, 4 de outubro de 1943 – Baton Rouge, 17 de maio de 2021) foi um político e empresário americano que seviu como o 52.º governador do estado  da Louisiana, entre 1988 a 1992. Foi eleito como um democrata, mas mudou para o Partido Republicano em 11 de março de 1991. Antes de se tornar governador, ele era um membro da Câmara dos Representantes dos Estados Unidos pelo 4.º distrito congressional da Luisiana.
Foi candidato durante as prévias do Partido Reformista que definiram o candidato da legenda, na eleição de 2012 para presidente dos Estados Unidos, perdendo para Andre Barnett.

## Vida e carreira
Buddy Roemer nasceu em Bossier City e é parente distante do ex-prefeito de Shreveport James C. Gardner, foi eleito para o congresso em 1980, se reelegeu no cargo em 1982, 1984 e 1986, em 1987 foi eleito governador da Luisiana.
Morreu em 17 de maio de 2021, aos 77 anos de idade, em Baton Rouge.